# Ken Horton
Ken Horton, né le 25 juillet 1989, à Ossining, dans l'État de New York, est un joueur américain de basket-ball. Il évolue au poste d'ailier.

## Palmarès
- Ligue des champions en 2020 et 2021
- Champion de Finlande 2015
- Joueur de l'année NEC 2011
- First-team All-NEC 2011, 2012
- Second-team All-NEC 2009